# 小行星24308
小行星24308（24308 Cowenco）是一颗绕太阳运转的小行星，为主小行星带小行星。该小行星于1999年12月29日发现。

## 轨道参数
小行星24308的轨道半长轴为2.9645510 UA，离心率为0.075。